# Horst Kuhnert
Horst Kuhnert (* 22. Juni 1939 in Schweidnitz, Provinz Schlesien) ist ein deutscher Bildhauer.

## Leben und Werk
Horst Kuhnert studierte 1957 bis 1962 an der Staatlichen Akademie der Bildenden Künste Stuttgart bei Heinrich Wildemann. Nachdem er sich anfänglich der abstrakten Malerei gewidmet hatte, wendete er sich 1963 dem plastischen Arbeiten zu, wobei er von Beginn an einer strengen, konstruktiv-konkreten Arbeitsweise verpflichtet war. Ab 1964 entstanden mit der Serie der „Raumflächen“ erste Reliefs in Polyester, denen kurz danach die ersten „Raumkörper“ folgten. Kuhnert war dabei einer der ersten deutschen Künstler, die den neuen Werkstoff Polyester (genauer: glasfaserverstärkte Polyesterharze) in großem Stil für künstlerische Werke einsetzte. In seinen neuen Arbeiten verband er die strenge Tradition der Konkreten Kunst mit organisch weichen Formen, die der neue Werkstoff ermöglichte. Der Umgang mit dem Werkstoff Polyester prägte seine Arbeiten der 1960er und 1970er Jahre und brachte ihm schon bald zahlreiche öffentliche Aufträge ein. In den 1980er Jahren kamen dann weitere Materialien wie V2A-Stahl hinzu. Gleichzeitig entstanden mit der Werkgruppe „Stabil – Instabil“ erste Arbeiten, in denen Kuhnert sich mit „konstruierter Dekonstruktion“ beschäftigte. Seit 2011 entstehen auch Bilder, in denen der Bildhauer Kuhnert, räumliche Probleme in komplexe zweidimensionale Anordnungen überträgt und dabei höchst komplexe Strukturen erzeugt.
1970 wurde Horst Kuhnert anlässlich der Internationalen Kunstausstellung in Kathmandu mit dem Preis des Königreiches Nepal ausgezeichnet, 1985 erhielt er den Förderpreis des Landes Niedersachsen. Seit Mitte der 1980er Jahre ist Kuhnert Mitglied der Gruppe Konstruktive Tendenzen, der auch Karl Duschek, Peter Staechelin, Anton Stankowski und Hermann Waibel angehören.
Horst Kuhnert ist Mitglied im Deutschen Künstlerbund.

## Ausstellungen

### Einzelausstellungen (Auswahl)
- 1970: Galerie Behr, Stuttgart
- 1973: Galerie Becher, Wuppertal
- 1977: Städtische Galerie Schwäbisch Hall
- 1978: Kunstverein Ludwigsburg
- 1981: Galerie Knoll International, Hamburg
- 1985: Galerie Geiger, Kornwestheim
- 1987: Kunstverein Schwetzingen (Katalog)
- 1994: Städtische Galerie Kirchheim (Katalog)
- 1996: Kunstverein Pforzheim
- 2000: Kulturbrauerei, Berlin (Katalog)
- 2004: Galerie Geiger, Konstanz
- 2008: pro arte, Ulmer Kulturstiftung
- 2009: Haus der modernen Kunst, Staufen
- 2010: Galerie Geiger, Konstanz
- 2011: Galerie Anja Rumig, Stuttgart[2]
- 2013: Kunstmuseum Gelsenkirchen
- 2013: Galerie Geiger, Konstanz[3]
- 2014: Stiftung für Konkrete Kunst, Freiburg im Breisgau[4]
- 2015: PANARTE Galerie, Wien[5]
- 2015: Galerie Kanalidarte, Brescia[6][7]
- 2015: Galerie Leonhard, Graz[8]
- 2019: Galerie Schlichtenmaier, Schloss Dätzingen[9]

### Ausstellungsbeteiligungen (Auswahl)
- 1967: Deutscher Kunstpreis der Jugend, Kunstverein Bochum
- 1968: Künstlerbund Baden-Württemberg, Württembergischer Kunstverein Stuttgart
- 1970: Internationale Kunstausstellung, Kathmandu
- 1971: Stuttgart Graphic Artists, Philadelphia, Boston, New York
- 1975: 50 Jahre Kunst in Baden-Württemberg, Stuttgart
- 1978: Art Basel, Internationale Kunstmesse
- 1978: Comparaisons 1978, l'art actuel, Grand Palais, Paris
- 1980: 1. Triennale Kleinplastik, Fellbach
- 1986: Konstruktive Tendenzen, Kunstverein Heilbronn
- 1995: Ausstellung über den Wettbewerb Denkmal für die ermordeten Juden Europas, Berlin
- 1997: Plastik aus Plastik, Cubus Kunsthalle, Duisburg
- 1998: konkret konstruktiv, Sammlung Staechelin, Museum für Neue Kunst Freiburg
- 2000: 25 Jahre Galerie Geiger, Galerie Geiger, Konstanz
- 2005: Quadrate – konstruktive Tendenzen, Kunstmuseum Gelsenkirchen
- 2007: Kaleidoskop der Sichtungen – verschiedene Positionen, Galerie Valentien, Stuttgart
- 2008: Kubismus und Konstruktivismus in der Skulptur Skulpturenmuseum Glaskasten, Marl
- 2009: Umfeldarbeit im Projektraum Deutscher Künstlerbund, Berlin[10]
- 2013: 360 Grad – die Rückkehr der Sammlung, Kunstmuseum Stuttgart

## Arbeiten im öffentlichen Raum (Auswahl)
- 1970: Freiplastik, Stuttgart-Bad Cannstatt, Amtsgericht
- 1972: Freiplastik, Stuttgart-Vaihingen, Waldburgschule
- 1974/1977: Freiplastik, Raumkörper 74 s.w., Kornwestheim, Rathaus
- 1975: Plastik von Innen nach Aussen, Stuttgart-Zuffenhausen, Hallenbad
- 1976: Polyesterplastik, Stuttgart-Degerloch, Straifstraße
- 1976: Raumkörper 76, (aufgestellt 2010), Stuttgart-Botnang, Lindpaintnerstraße
- 1976: Raumkörper S.W.3T. , Rottweil-Hausen, KUNSTdünger Rottweil
- 1977: Großplastik, Leonberg, Rathaus
- 1982: Raumkörper 82, Stuttgart-West, Bismarck-Platz
- 1984: Freiplastik, Raumkörper 84 w.2T., Göppingen, Stadtpark
- 1987: Narrenbrunnen, Stuttgart, Kronprinzenstrasse
- 1989: Raumkörper 89, Aalen, Kreiskrankenhaus
- 1990: künstlerische Gesamtgestaltung, Stuttgart-Feuerbach, Stadtbahn Haltestelle Wilhelm-Geiger-Platz
- 1990: Rathausbrunnen, Lorch
- 1993: Stabil-Instabil, Raumkörper 93 C.St.42/1, Nettetal-Hinsbeck, Kunstweg

## Galerie

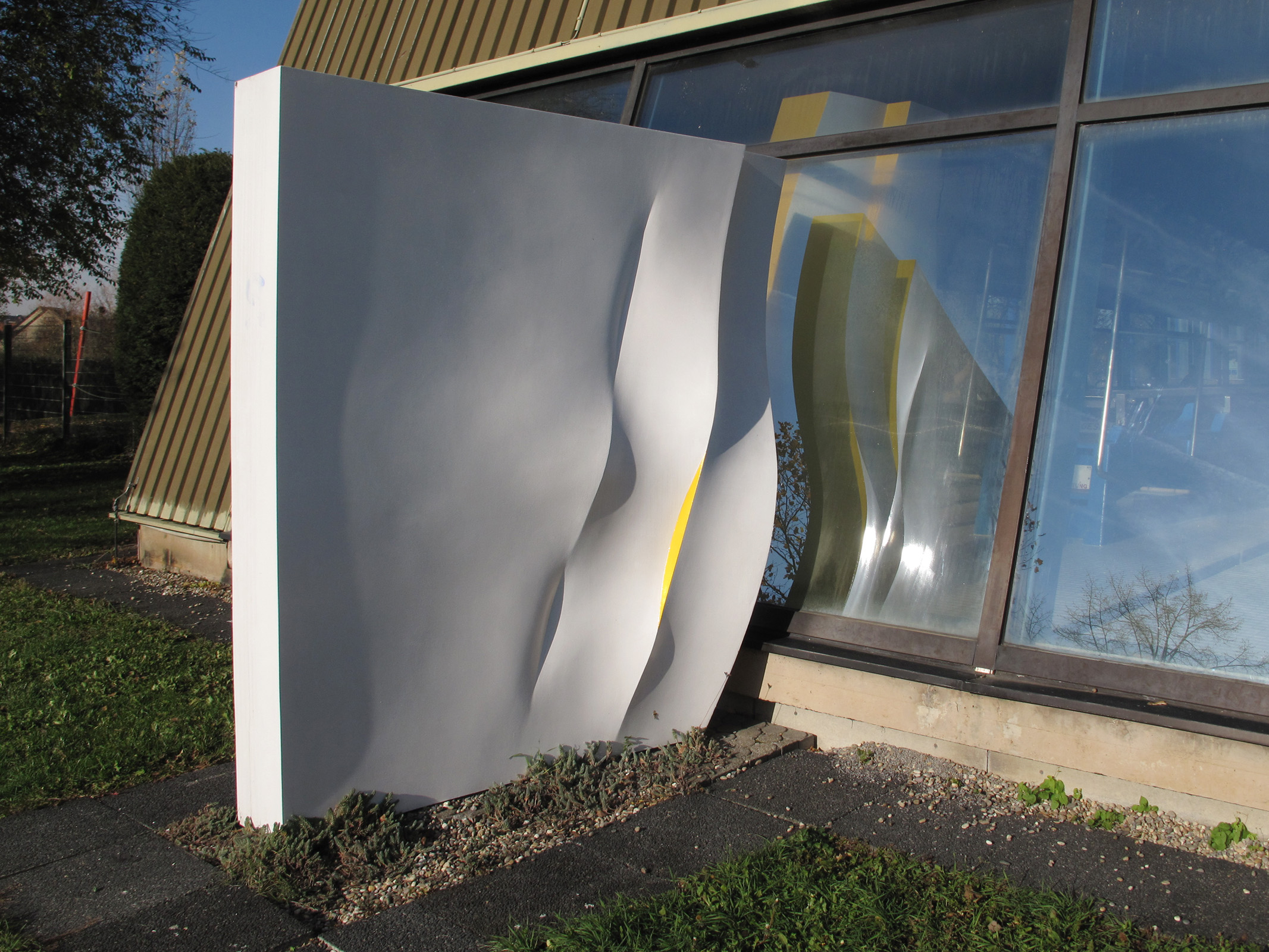
Plastik von Innen nach Aussen, 1975
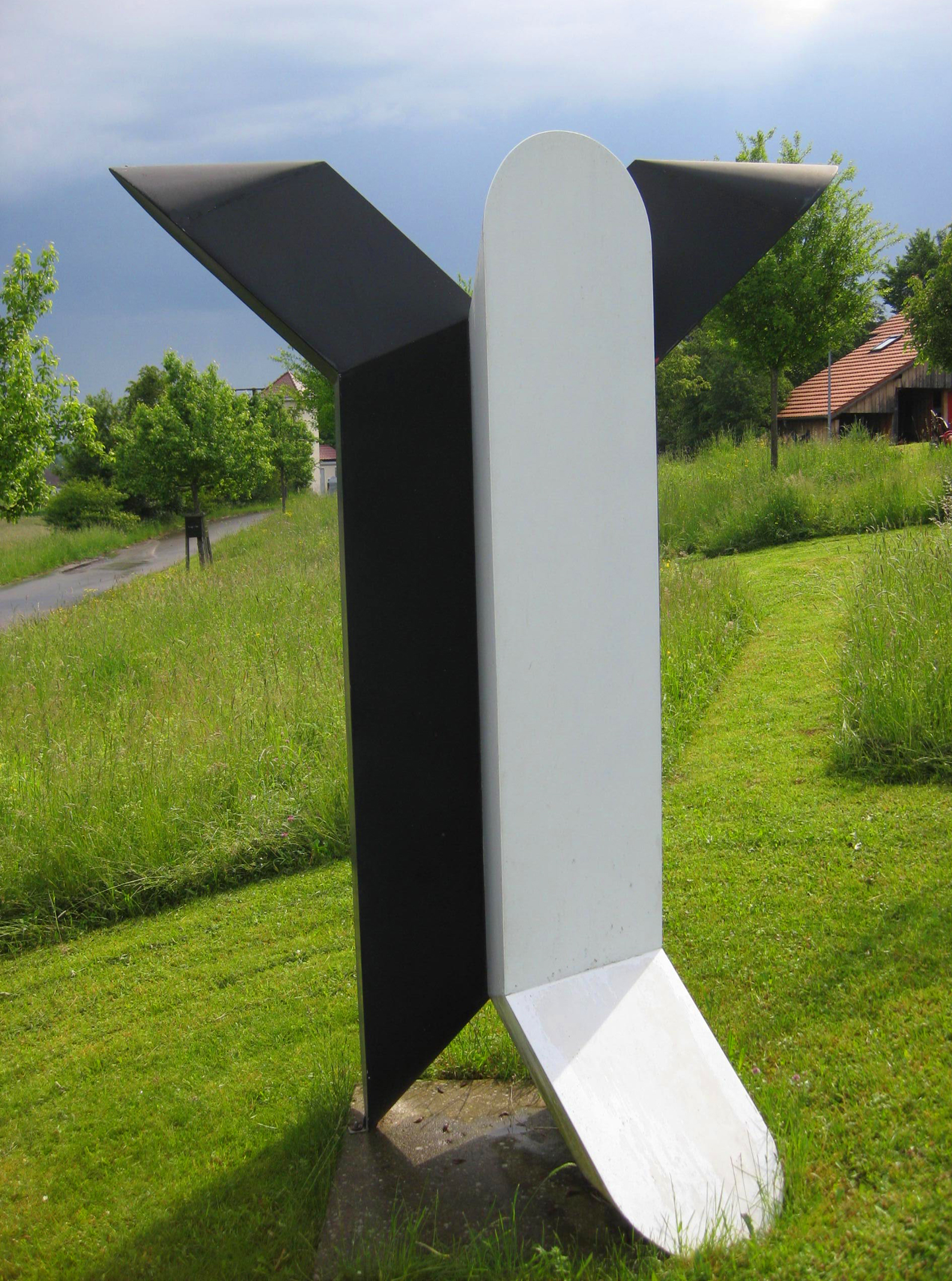
Raumkörper, 1976
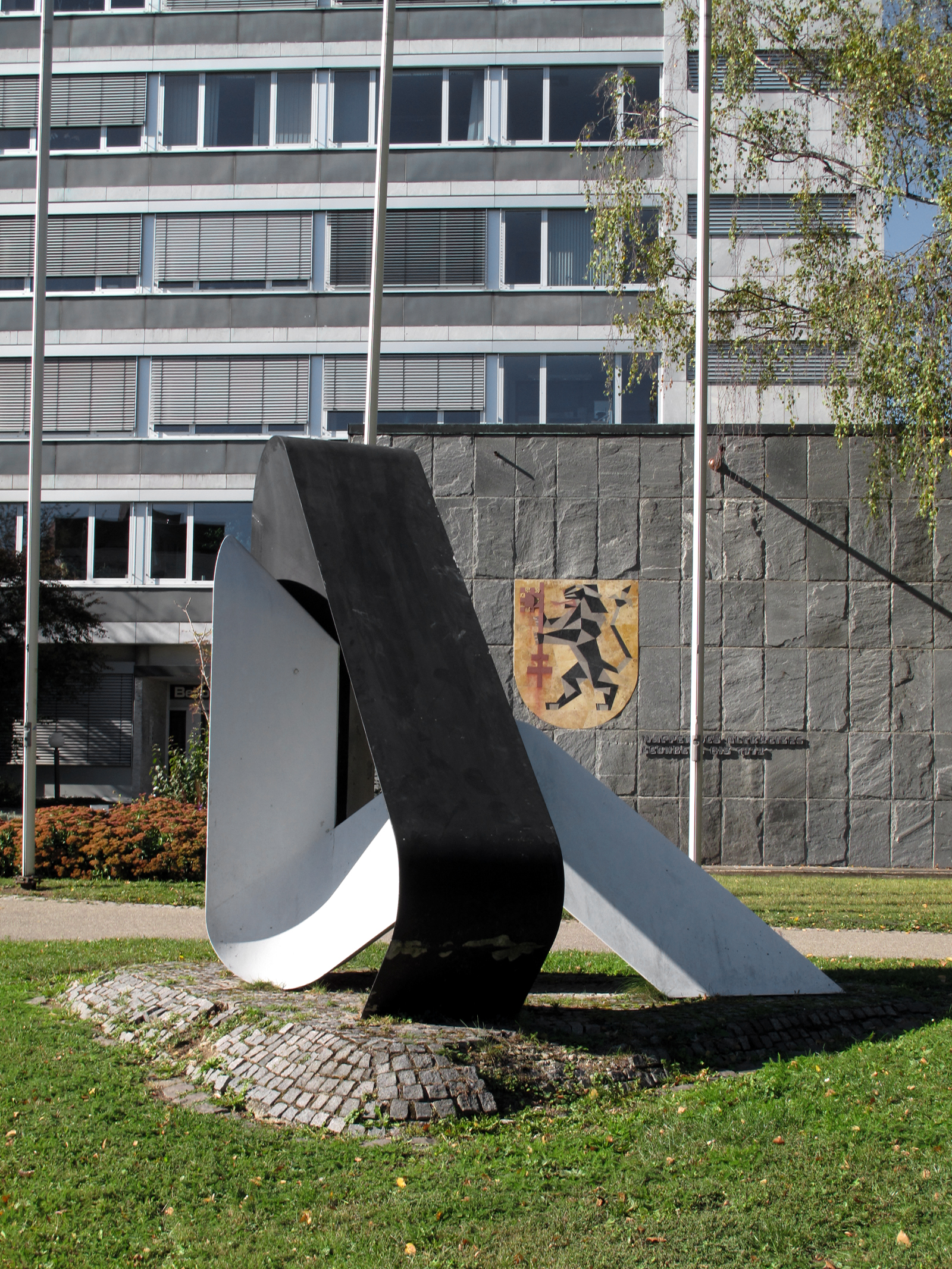
Großplastik, 1977
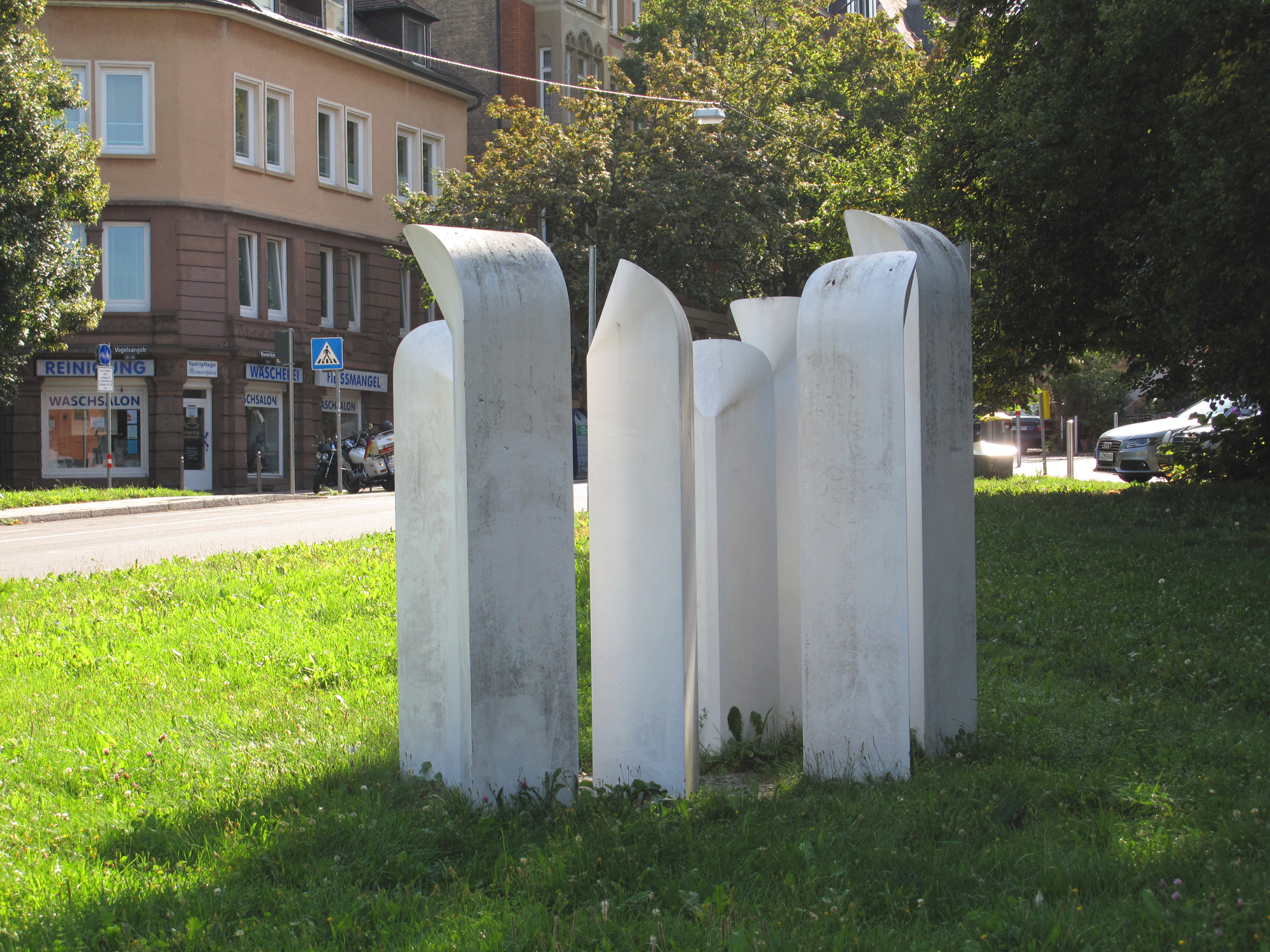
Raumkörper 82, 1982
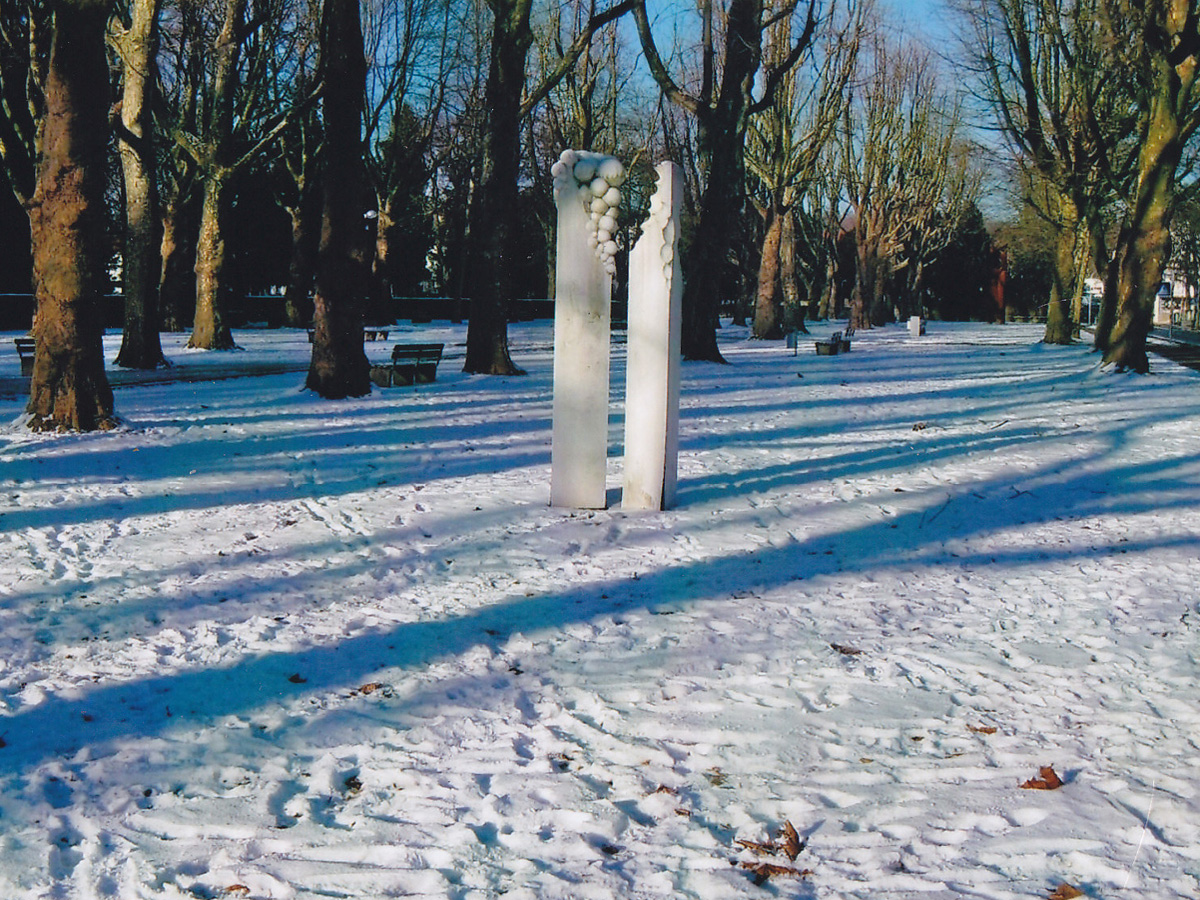
Freiplastik, 1984
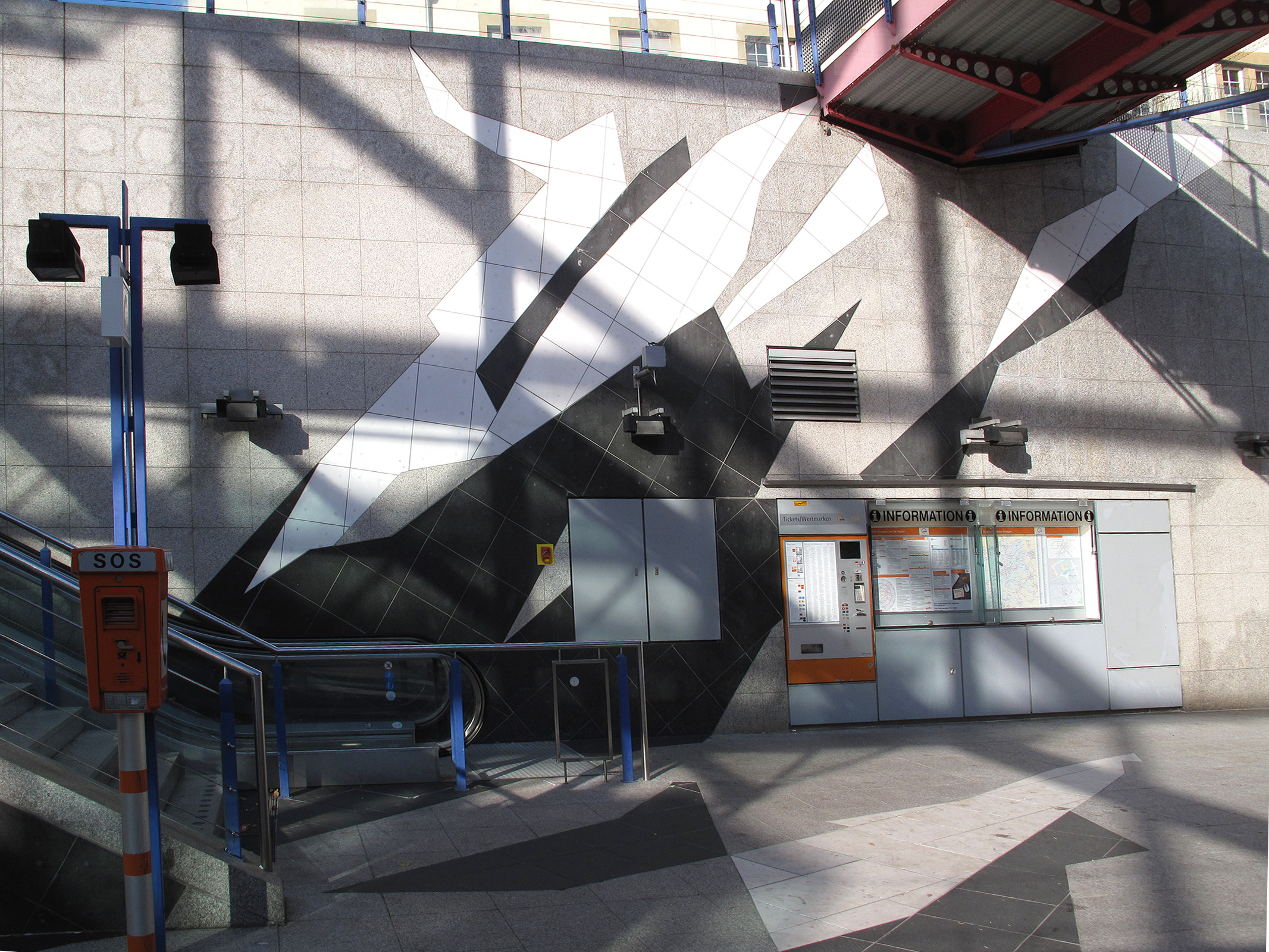
Design der Stadtbahn-Haltestelle, 1990
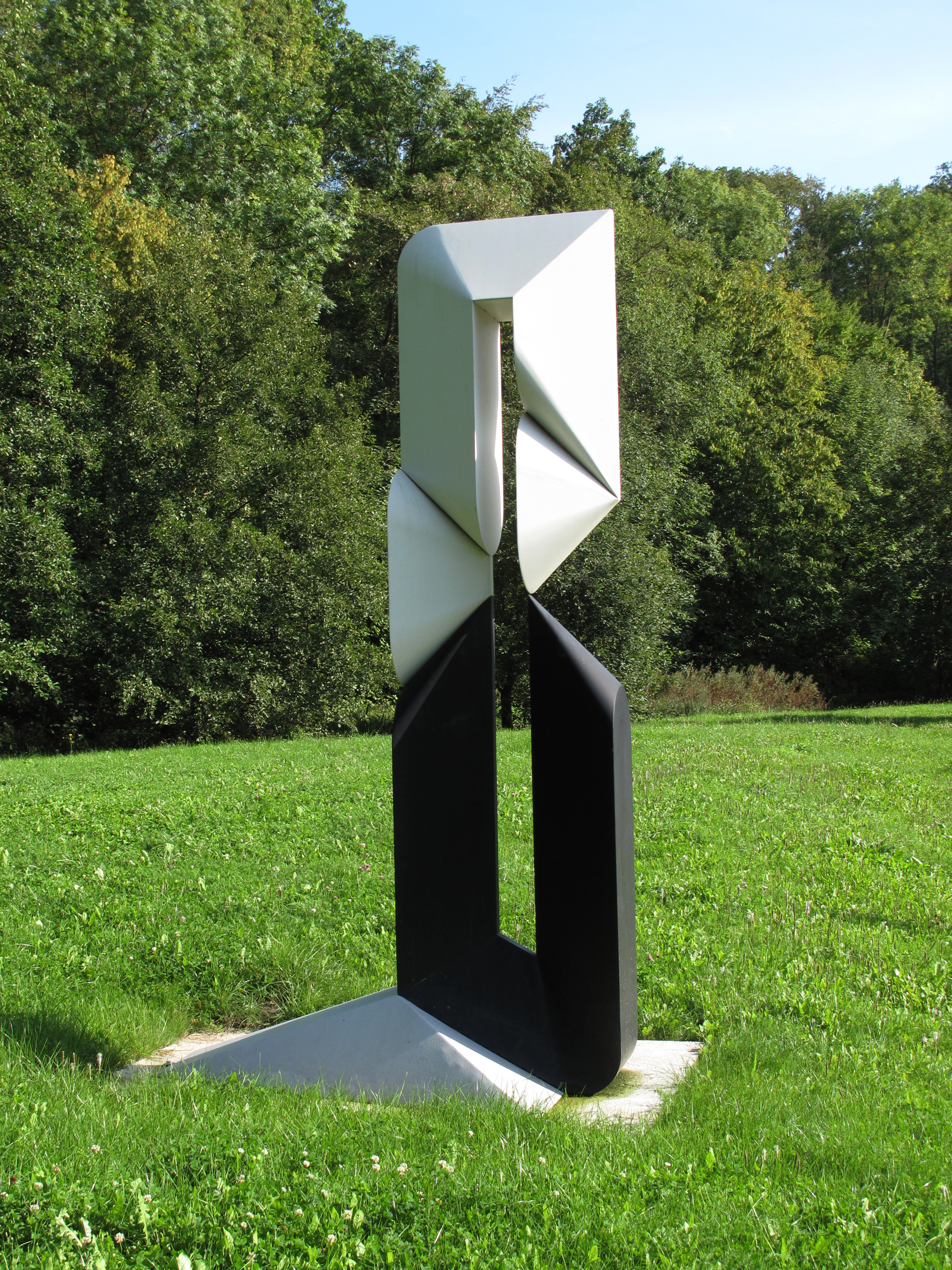
Raumkörper 76, 2010

## Schriften
- Von der Fläche in den Raum – From surface to space, 1964–1994. Ausst.-Kat. Galerie der Stadt Kirchheim, 1994.
- Konstruierte Dekonstruktion, Collagen, Objekte. Ausst.-Kat. Kulturbrauerei Berlin, 2000.
- Stabil – Instabil. Stuttgart 2008
- The German Connection 1965-2015. Ausst.-Kat. Galerie Kanalidarte, Brescia 2015.